# 華盛頓縣 (密蘇里州)
華盛頓縣（英語：Washington County）是美國密蘇里州東部的一個縣。面積1,975平方公里。根據美國2000年人口普查，共有人口23,344。縣治波托西。
成立於1813年，縣名是紀念首任總統喬治·華盛頓。